# Лейтреп-Вілледж (Мічиган)
Лейтреп-Вілледж (англ. Lathrup Village) — місто (англ. city) в США, в окрузі Окленд штату Мічиган. Населення — 4088 осіб (2020).

## Географія
Лейтреп-Вілледж розташований за координатами 42°29′32″ пн. ш. 83°13′38″ зх. д. / 42.49222° пн. ш. 83.22722° зх. д. (42.492108, -83.227356).  За даними Бюро перепису населення США в 2010 році місто мало площу 3,89 км², уся площа — суходіл.

## Демографія
Згідно з переписом 2010 року, у місті мешкало 4075 осіб у 1610 домогосподарствах у складі 1157 родин. Густота населення становила 1048 осіб/км².  Було 1698 помешкань (437/км²).
Расовий склад населення:
| - 61,2 % — чорних або афроамериканців - 34,6 % — білих - 0,6 % — азіатів - 0,1 % — корінних американців |

До двох чи більше рас належало 3,1 %. Частка іспаномовних становила 1,5 % від усіх жителів.
За віковим діапазоном населення розподілялося таким чином: 20,9 % — особи молодші 18 років, 63,8 % — особи у віці 18—64 років, 15,3 % — особи у віці 65 років та старші. Медіана віку мешканця становила 45,8 року. На 100 осіб жіночої статі у місті припадало 92,2 чоловіків;  на 100 жінок у віці від 18 років та старших — 88,8 чоловіків також старших 18 років.
Середній дохід на одне домашнє господарство  становив 99 914 долари США (медіана — 100 074), а середній дохід на одну сім'ю — 111 964 долари (медіана — 113 996). Медіана доходів становила 70 032 долари для чоловіків та 60 815 доларів для жінок. За межею бідності перебувало 4,9 % осіб, у тому числі 5,3 % дітей у віці до 18 років та 1,6 % осіб у віці 65 років та старших.
Цивільне працевлаштоване населення становило 2118 осіб. Основні галузі зайнятості: освіта, охорона здоров'я та соціальна допомога — 27,9 %, науковці, спеціалісти, менеджери — 15,2 %, виробництво — 12,9 %, роздрібна торгівля — 11,1 %.